# 대니 호치

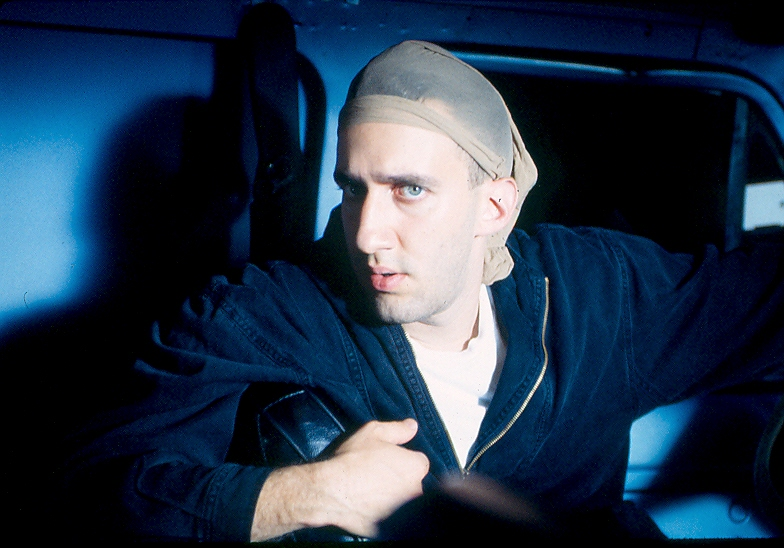

대니 혹(Danny Hoch, 영어 발음: /hɒk/, 1970년 11월 23일 ~ )는 미국의 배우, 작가, 음악가이다.
브루클린에서 태어났다.

## 출연 작품
- 배리 (2016년)
- 울브스(영어판) (2016년)
- 익스포즈 (2016년) - 조이 역
- 홈 (2013년) - 던디 역
- 세이프 (2011년) - 줄리어스 바코우 역
- 헨리스 크라임 (2010년) - 조 역
- 챈스 일병의 귀환 (2009년)
- 블랙버드 (2007년)
- 위 오운 더 나잇 (2007년)
- 럭키 유 (2006년)
- 밤 밤 앤 셀레스트 (2005년)
- 우주 전쟁 (2005년)
- 아메리칸 스플렌더 (2003년)
- 워싱턴 하이츠 (2002년) - 마이키 역
- 블랙 호크 다운 (2001년) - Sgt. 도미닉 필라 역
- 화이트보이스 (1999년)
- 씬 레드 라인 (1998년) - Private 카니 역
- 지하철 이야기 (1997년)

### 텔레비전
- 더 닉